# Dmitrij Trepov

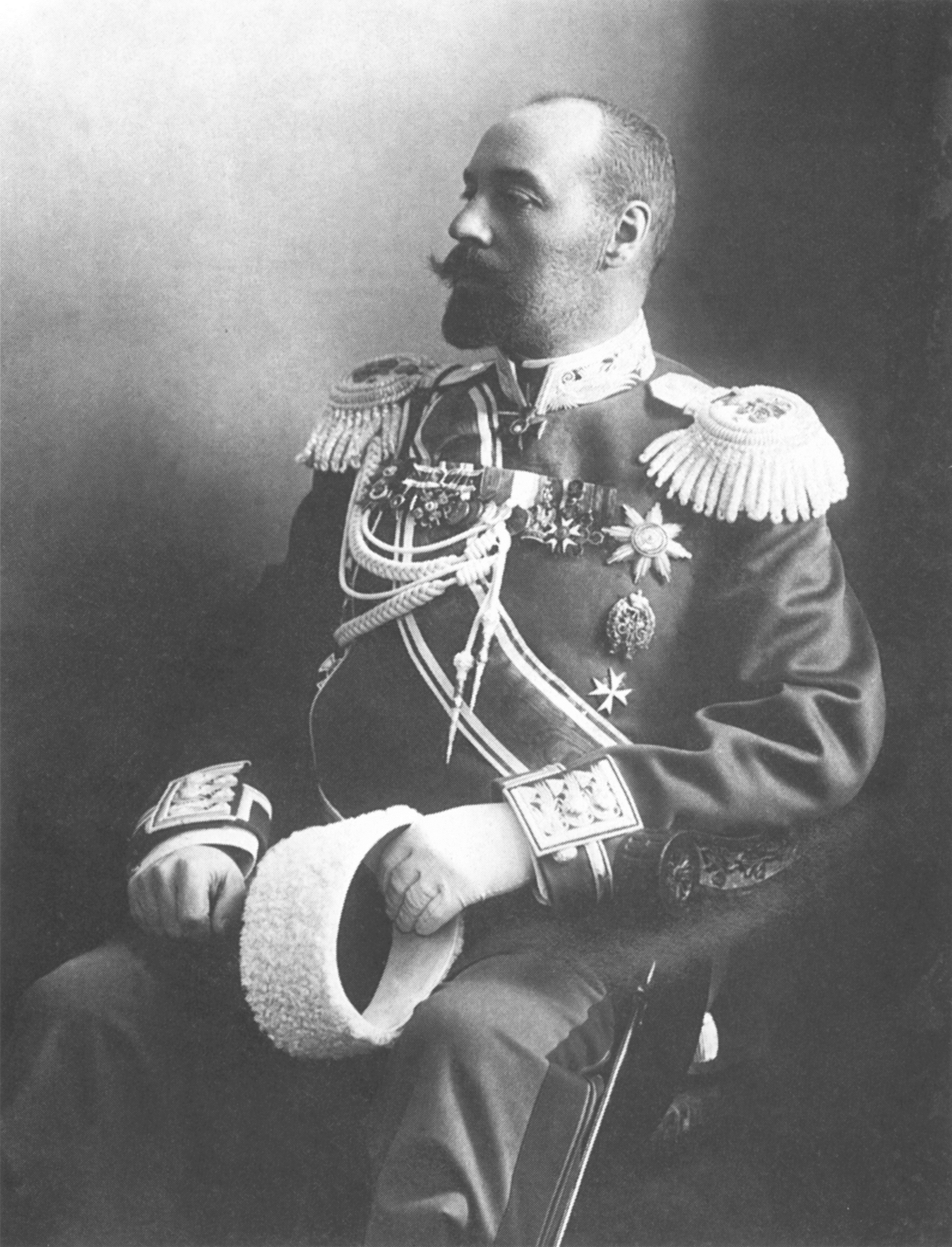
Dmitrij Trepov. 1905.

Dmitrij Fjodorovitj Trepov (ryska: Дмитрий Фёдорович Трепов), född 14 december (gamla stilen: 2 december) 1855, död 15 september (gamla stilen: 2 september) 1906, var en rysk general, bror till Aleksandr Trepov. 
Trepov var son till den polismästare Fjodor Trepov i Sankt Petersburg, som 1878 utsattes för Vera Zasulitjs attentat. Han deltog under Josif Gurko i det rysk-turkiska kriget 1877 och utnämndes 1896 till polismästare i Moskva, där han blev mycket impopulär på grund av sitt stränga och godtyckliga regemente. 
År 1905 utnämndes Trepov till överbefälhavare i rysk-japanska kriget, men avböjde detta och utsågs då till generalguvernör i Sankt Petersburg med utomordentlig maktbefogenhet och till inrikesministerns adjoint. Under gatukravallerna den "blodiga söndagen" 1905 gjorde han sig sorgligt ryktbar genom sin hänsynslöshet. Samma år utsattes han för ett attentat, som i stället dödligt sårade general Sergej Kozlov. Kort därpå dog han plötsligt. Misstankarna om självmord vederlades dock genom obduktionen.